# Bedwatti, Yelbarga
Bedwatti là một làng thuộc tehsil Yelbarga, huyện Koppal, bang Karnataka, Ấn Độ.